# Южная Лян
Южная Лян (кит. упр. 南凉, пиньинь Nán Liáng) — одно из 16 варварских государств, возникших в IV веке после распада Северного Китая. Существовало в 397—414 годах.
Южная Лян была основана выходцем из сяньбийского племени — Туфа Угу (Ле-цзу), поэтому и считается сяньбийским царством. Столицей её был город Лэду (близ современного Синина). История этого государства не отмечена особо выдающими событиями. Южная Лян просуществовала всего 17 лет.
В 414 году восстали некоторые сяньбийские орды. Пока царь давил восстание, Чжипань из Западной Цинь напал на него и Туфа Нутань решил сдаться. Через год его отравили. К 414 году Южная Лян была захвачена войсками царства Западная Цинь.
Остатки населения бежали к хуннам.

## Императоры Южной Лян
| Храмовое имя      | Посмертное имя                                    | Личное имя                         | Годы правления | Девиз правления (年號 niánhào) и годы                             |
| ----------------- | ------------------------------------------------- | ---------------------------------- | -------------- | ----------------------------------------------------------------- |
| Ле-цзу 烈祖 Lièzǔ | У-ван 武王 Wǔwáng                                 | Туфа Угу 禿髮烏孤 Tūfǎ Wūgū        | 397—399        | - Тайчу (太初 Tàichū) 397—399                                     |
| отсутствует       | Кан-ван 康王 Kāngwáng                             | Туфа Лилугу 禿髮利鹿孤 Tūfǎ Lìlùgū | 399—402        | - Цзяньхэ (建和 Jiànhé) 399—402                                   |
| отсутствует       | Цзин-ван 景王 Jǐngwáng или Цзин-ван 敬王 Jìngwáng | Туфа Нутань 禿髮傉檀 Tūfǎ Nùtán    | 402—414        | - Хунчан (弘昌 Hóngchāng) 402—404 - Цзяпин (嘉平 Jiāpíng) 409—414 |